# Fujiwara no Koshi
Fujiwara no Koshi (947–979) est l'impératrice consort de l'empereur En'yū du Japon.